# Brzostków (Witkowice)
Brzostków – część wsi Witkowice w Polsce położona w województwie podkarpackim, w powiecie stalowowolskim, w gminie Radomyśl nad Sanem.
W latach 1975–1998 Brzostków administracyjnie należał do województwa tarnobrzeskiego.